# Palanca
Palanca är en by i distriktet Ștefan Vodă i Moldavien, och landets enda kustsamhälle med direktanknytning till Svarta havet utöver Giurgiulești. Den är belägen vid floden Dnestr, bara några meter till Moldaviens gräns mot Ukraina. Byn hade 1 708 invånare vid folkräkningen år 2014, och bebyggelsen betraktas som landets lägsta punkt.
Efter år av oroligheter och konflikter nåddes en överenskommelse mellan Ukraina och Moldavien den 22 november 2012. Överenskommelsen innebar att medan Ukraina kontrollerar vägen till Palanca och således även gränskontrollerna, har Moldavien territorium på Palancas sida av floden Dnestr och därigenom en förbindelse till Svarta havet där en mindre hamn finns.
Byns kyrka heter Parohia Nașterea Maicii Domnului Palanca och byggdes år 1919 och renoverades 1997.